# برت هیلز
برت هیلز (انگلیسی: Bert Hales؛ 21 November 1908 – 1982 (aged 74)) بازیکن فوتبال اهل بریتانیا بود.
از باشگاه‌هایی که در آن بازی کرده‌است می‌توان به باشگاه فوتبال استوک سیتی، باشگاه فوتبال ناتینگهام فارست، باشگاه فوتبال پرستون نورث اند، باشگاه فوتبال استوک‌پورت کانتی، باشگاه فوتبال چسترفیلد، باشگاه فوتبال روچدیل، باشگاه فوتبال دسبورو تاون، باشگاه فوتبال کیدرمینستر هاریرس، و باشگاه فوتبال نورث‌همپتون تاون اشاره کرد.